# Сюзью
Сю́зью — река в России, течёт по территории городского округа Ухта и района Сосногорск Республики Коми. Устье реки находится в 295 км по левому берегу реки Ижма. Длина реки составляет 140 км, площадь водосборного бассейна 933 км².

## Данные водного реестра
По данным государственного водного реестра России относится к Двинско-Печорскому бассейновому округу, водохозяйственный участок реки — Печора от впадения реки Уса до водомерного поста Усть-Цильма, речной подбассейн реки — Печора ниже впадения Усы. Речной бассейн реки — Печора.
Код объекта в государственном водном реестре — 03050300112103000076776.